# New Braintree
New Braintree és una població dels Estats Units a l'estat de Massachusetts. Segons el cens del 2000 tenia 927 habitants.

## Demografia
Segons el cens del 2000, New Braintree tenia 927 habitants, 318 habitatges, i 267 famílies. La densitat de població era de 17,3 habitants/km².
Dels 318 habitatges en un 41,8% hi vivien nens de menys de 18 anys, en un 70,4% hi vivien parelles casades, en un 8,2% dones solteres, i en un 16% no eren unitats familiars. En el 13,2% dels habitatges hi vivien persones soles el 5% de les quals corresponia a persones de 65 anys o més que vivien soles. El nombre mitjà de persones vivint en cada habitatge era de 2,92 i el nombre mitjà de persones que vivien en cada família era de 3,14.
Per edats la població es repartia de la següent manera: un 29,3% tenia menys de 18 anys, un 5,8% entre 18 i 24, un 29,7% entre 25 i 44, un 26,6% de 45 a 60 i un 8,5% 65 anys o més.
L'edat mediana era de 38 anys. Per cada 100 dones de 18 o més anys hi havia 102,8 homes.
La renda mediana per habitatge era de 54.844 $ i la renda mediana per família de 60.417$. Els homes tenien una renda mediana de 41.477 $ mentre que les dones 26.136$. La renda per capita de la població era de 21.072$. Entorn del 4% de les famílies i el 4,6% de la població estaven per davall del llindar de pobresa.